# Сидни Полак
Сидни Ирвин Полак (енгл. Sydney Irwin Pollack; Лафајет, 1. јул 1934 — Лос Анђелес, 26. мај 2008) био је амерички редитељ, продуцент и глумац награђен Оскаром. Режирао је 21 филм и 10 телевизијских серија, глумио у више од 30 филмова и серија и продуцирао преко 44 филма. Полак је најпознатији као редитељ филмова „Моја Африка“ (1985), „Тутси“ (1982), „Три Кондорова дана“ (1975), „Јакуза“ (1975), „Девојка коју сам волео“ и „Џеремаја Џонсон“, уз новије филмове „Преводилац“ (2005), „Сабрина“, „Фирма“ (1993) и „Хавана“ (1990). Појавио се у 15 филмова, укључујући „Преводиоца“, „Широм затворених очију“ (1999), „Мужеви и жене“ (1992), „Играч“ (1992) и „Електрични коњаник“ (1979). Године 2007. се појавио као противник Џорџа Клунија у филму „Мајкл Клејтон“, који је такође копродуцирао.

## Рани живот
Полак је рођен у Лафајету, Индијана, у породици руско-јеврејских имиграната, као сина Ребеке (рођене Милер) и Дејвида Полака, полупрофесионалног боксера и фармацеута. Породица се преселила у Саут Бенд и његови родитељи су се развели када је био млад. Његова мајка, која је патила од алкохолизма и емоционалних проблема, умрла је у 37. години, када је Полак имао 16 година.
Упркос ранијим плановима да похађа колеџ, а затим и медицинску школу, Полак је напустио Индијану и отишао у Њујорк убрзо након што је завршио средњу школу са 17 година. Полацк је студирао глуму код Санфорда Мејснера у Позоришној школи у насељу Плејхаус од 1952. до 1954. године, радећи на камиону за превоз дрва између семестра.
После две године војне службе која се завршила 1958. године, вратио се у Плејхаус на Мајснеров позив да постане његов помоћник. Године 1960, Џон Франкенхајмер, Полаков пријатељ, замолио га је да дође у Лос Анђелес да ради као тренер за дијалог за децу глумце на Франкенхајмеровом првом великом филму, Млади дивљаци. У то време Полак је упознао Берта Ланкастера, који је охрабрио младог глумца да се окуша у режији.

## Каријера
Полак је играо редитеља у епизоди Зоне сумрака „Невоље са Темплтоном” 1961. Али прави успех на телевизији је постигао 1960-их режирајући епизоде серија, као што су Бегунац и Сат Алфреда Хичкока. Након што је радио на телевизији, направио је скок у филм низом филмова који су привукли пажњу јавности. Његов филмски редитељски деби био је Витка нит (1965). Временом су Полакови филмови добили укупно 48 номинација за Оскара, освојивши 11 Оскара. Његова прва номинација за Оскара била је за његов филм из 1969. Они гађају коње, зар не?, а друга 1982. за Туци. За свој филм Ван Африке из 1985. са Мерил Стрип и Робертом Редфордом у главним улогама, Полак је освојио Оскара за режију и продукцију.
Један од одабране групе не- и/или бивших глумаца који су награђени чланством у Студију глумаца, Полак је наставио да глуми 1990-их са појављивањем у филмовима као што су 'The Player Роберта Алтмана (1992) и Стенли Кјубриков Очи широм затворене (1999), често глумећи корумпиране или морално конфликтне моћне фигуре. Као карактерни глумац, Полак се појавио у филмовима као што су A Civil Action, и Changing Lanes, као и у својим филмовима, укључујући Random Hearts и The Interpreter (потоњи је такође његов последњи филм као режисер). Такође се појавио у филму Мужеви и жене Вудија Алена као њујоршки адвокат који пролази кроз кризу средњих година, и у филму Роберта Земецкиса Death Becomes Her као лекар у хитној помоћи. Његова последња улога је била као отац Патрика Демпсија у романтичној комедији Made of Honor из 2008. године, који се приказивао у биоскопима у време његове смрти. Он је био стални гост у серијалу NBC-ја Will & Grace, глумећи неверног оца Вила Трумана (Ерик Мекормак) Џорџа. Поред ранијих појављивања на NBC-јевим серијама Just Shoot Me и Mad About You, 2007. Полак је гостовао у HBO TV серијама The Sopranos и Entourage.
Колекција покретних слика Сиднеја Полака смештена је у филмској архиви Академије.

## Лични живот и смрт
Полак је био ожењен са Клер Бредли Гризволд, његовом бившом ученицом, од 1958. до његове смрти 2008. Имали су троје деце: Стивена (1959–1993), Ребеку (р. 1963) и Рејчел (р. 1969). У новембру 1993. године, Стивен је умро у 34. години у паду малог, једномоторног авиона који је прекинуо далековод и запалио се у Санта Моници, Калифорнија. Клер, Полакова супруга, умрла је 28. марта 2011. у 74. години живота од Паркинсонове болести.
Полаково здравље је почело да се погоршава 2007. године, када се повукао из режије HBO-овог телевизијског филма Recount, који је емитован 25. маја 2008. године. Он је умро од рака следећег дана у својој кући у насељу Пацифик Палисејдс у Лос Анђелесу, у доби од 73 године. Дијагноза му је постављена десетак месеци пре смрти; тип рака је различито цитиран као рак панкреаса, желуца, или непознатог примарног порекла.

## Филмографија

### Филм
Режија и продукција
| Година | Наслов                         | Режисер | Продуцент | Напомене                      |
| ------ | ------------------------------ | ------- | --------- | ----------------------------- |
| 1965   | The Slender Thread             | Да      |           | Парамаунт пикчерс             |
| 1966   | This Property Is Condemned     | Да      |           | Парамаунт пикчерс             |
| 1968   | The Scalphunters               | Да      |           | Јунајтед Артист               |
| 1969   | Castle Keep                    | Да      |           | Коламбија пикчерс             |
| 1969   | They Shoot Horses, Don't They? | Да      |           | Синерама Рилисинг Корпорејшон |
| 1972   | Jeremiah Johnson               | Да      |           | Ворнер брос                   |
| 1973   | The Way We Were                | Да      |           | Коламбија                     |
| 1974   | The Yakuza                     | Да      | Да        | Ворнер брос                   |
| 1975   | Three Days of the Condor       | Да      |           | Парамаунт пикчерс             |
| 1977   | Bobby Deerfield                | Да      | Да        | Ворнер брос                   |
| 1979   | The Electric Horseman          | Да      |           | Јуниверсал пикчерс            |
| 1981   | Absence of Malice              | Да      |           | Коламбија пикчерс             |
| 1982   | Tootsie                        | Да      | Да        | Коламбија пикчерс             |
| 1985   | Out of Africa                  | Да      | Да        | Јуниверсал пикчерс            |
| 1990   | Havana                         | Да      |           | Јуниверсал пикчерс            |
| 1993   | The Firm                       | Да      | Да        | Парамаунт пикчерс             |
| 1995   | Sabrina                        | Да      | Да        | Парамаунт пикчерс             |
| 1999   | Random Hearts                  | Да      | Да        | Коламбија пикчерс             |
| 2005   | The Interpreter                | Да      |           | Јуниверсал пикчерс            |
| 2005   | Sketches of Frank Gehry        | Да      | Извршни   | Сони пикчерс Класикс          |
| 2018   | Amazing Grace                  | Да      |           | Неон                          |

Извршни продуцент
- Sanford Meisner: The American Theatre's Best Kept Secret (1985)
- The Fabulous Baker Boys (1989)
- Searching for Bobby Fischer (1993)
- Sense and Sensibility (1995)
- The Talented Mr. Ripley (1999)
- Iris (2001)
- Birthday Girl (2001)
- The Quiet American (2002)
- Leatherheads (2008)
- Recount (2008)

Само продуцент
- Songwriter (1984)
- Bright Lights, Big City (1988)
- Presumed Innocent (1990)
- Sliding Doors (1998)
- Cold Mountain (2003)
- Breaking and Entering (2006)
- Michael Clayton (2007)
- The Reader (2008)